# Психопатологија свести
Психопатологија свести је термин у психологији и психопатологији који се користи у означивању психичке функције свести, чије функционисање одступа од "нормалног", тј. представља поремећено стање свести. Поред нормалног и поремећеног стања свести издвајамо и промењено, под којим се подразумева хипнотичко стање и сан. Параметри за процену одступања психичке функције свести од нормалног функционисања, у психијатрији су:
- Аутопсихичка оријентација: субјект зна ко је и шта је и даје адекватне податке о себи.
- Алопсихичка оријентација: испитаник препознаје друге и о њима закључује посредно и непосредно.
- Спацијална оријентација: испитивана особа увиђа просторне односе, зна где се налази.
- Темпорална оријентација: пацијент се сналази у времену, зна доба дана, дан, месец и годину.
- Природа одговора: добијени одговори испитаника у току интервјуа, што говори о очуваности његове личности у целини.

Свест представља основни ментални феномен у оквиру којег се остварују све остале психичке функције. Свест садржи доживљај самог себе, околине, прошлости, садашњости и потенцијалне будућности тј. доживљај сопственог постојања, јединствености и постојећих односа са окружењем.

## Психопатологија свести-услови настанка
Поремећаја свести може настати под дејством биолошких или психолошких чиниоца.

### Биолошки-органски чиниоци настанка поремећаја свести:

#### Хемијски условљена оштећења мозга (интоксикације)
- Ендогена интоксикација (тровање) је обично последица оштећења функције неког од унутрашњих органа (јетре или бубрега), чији је задатак неутралисање и одстрањивање токсичних продуката метаболизма из организма. Нагомилани ендотоксини доводе до (унутрашњег) тровања организма, укључујући и анатомску основу менталних збивања (мозак);
- Егзогене интоксикације представљају уношење отрова из спољне средине (гљиве, психоактивне супстанце и сл.).

#### Структурална оштећења мозга
Структурална оштећења мозга или можданих опни могу бити :тумори, епилепсија, запаљење мозга или можданих опни, поремећаји снабдевања мозга енергетским материјама или кисеоником због циркулацијских оштећења, физичке повреде мозга.

### Психолошки чиниоци настанка поремећаја свести:
- Озбиљна душевна обољења (схизофренија пре свих);
- Функционални поремећаји засновани најчешће на поремећају емоција (страх, гнев, анксиозност, стање патолошког афекта.)[1]

## Анатомско-физиолошка основа свести
Анатомско-физиолошка основа свести представља интеракцију диенцефалона и кортекса, при чему диенцефалон обезбеђује будност, као и нормално смењивање будности и сна, док се кора великог мозга стара о садржају свести. Кроз средину можданог стабла, скоро целом његовом дужином протеже се анатомска структура позната као ретикуларна формација. Нервна влакна ове структуре иду директно у кору мозга, или индиректно, после релејног прекидања у ситним једрима таламуса. У ретикуларну формацију непрекидно пристиже велики број импулса са периферије и других делова централног нервног система, па се тако она стално напаја енергијом. Будност обезбеђују АРАС (асцедентни ретикуларни активирајући систем), који се налази у централним партијама мозга, међумозга, продуженој мождини , као и НДТПС (неспецифични дифузни таламички пројекциони систем). Сем тоничке активације кортекса, коју везујемо за стање будности, постоји и физичка, у уској вези са интраламинарним једрима таламуса, захваљујући којој се одвија функција пажње. Поменутим физиолошким запажањима иде у прилог и клиничко искуство које говори да до губитка свести доводе тек опсежне повреде кортекса великоможданих хемисфера, али да насупрот томе, чак и умерена оштећења средњих структура таламуса и међумозга повлаче са собом евидентан поремећај или чак губитак свести. Александар Романов Лурија "отац" неуропсихологије разликује три основна функционална блок, или три основна мождана апарата чије је учешће неопходно за остваривање било каквог облика психичке делатности.:
1. Блок који обезбеђује регулисање тонуса или стања будности;
2. Блок пријема и чувања информација које долазе из спољашње средине;
3. Блок програмирања, регулисања и контроле психичке делатности;

Квантитативни аспект свести (будности) у највећој мери зависи од првог блока, који је у претходном тексту и описан, али квалитет свести, подразумева очуваност сва три блока. Клиничка запажања нам указују да оштећења других менталних функција (опажање, памћење, мишљење, емоције, воље, нагона, интелигенције, пажње и моралности) у крајњој линији не оставља поштеђеном ни функцију свести, иако формална будност код пацијената може бити сасвим очувана.

## Категорије поремећаја свести
Поремећаји свести деле се у две категорије: А то су:
- квантитативне (оштећења будног стања).
- квалитативне (помућења свести и дезинтеграција свести-поремећај највиших интегративних функција свесног "ја") поремећаје.[9]

### Квантитативни поремећаји свести
Квантитативни поремећаји свести представљају глобално умањење нивоа функционалности свести (или потпуни престанак те функције) се, зависно од степена умањења разврстава на следеће категорије:

#### Омамљеност
Омамљеност је најблажи облик квантитативно измењене свести. Субјекат не показује подједнако интересовање за збивања у околини, као што је то случај при јасној свести. Његово поље занимања за средину је евидентно сужено. Нпр. болесника више не занимају дарови, изрази пажње или новости које му доносе драге особе посећујући га. Иако су очуване спацијална и темпорална оријентација, пацијент готово да спонтано и не говори, на питања одговара безвољно и успорено, са задршком и без икакве заинтересованости за предмет разговора.

#### Сомоленција
Сомоленција је тежи степен поремећаја будности од омамљености. Особа изгледа као да спава. Површним дражима се лако буди и краће време остаје будна. Болесник делује поспано, инертно и апатично, оријентација је у грубим цртама очувана, али нема активне пажње. Опажање је непотпуно, схватање отежано, очни капци су затворени, лице опуштено, поспано. Сомолентна особа с напором одговара на постављена питања. Једноставне радње, као што је помицање делова тела, може успорено обављати, али одмах потом тоне у стање слично поспаности. Остале психичке функције су озбиљно потиснуте овим стањем. Лечење иде у смеру отклањања стања, које је првобитно довело до сомоленције.

#### Сопор
Сопор карактерише значајна редукција функције свести. Краткотрајно (само на тренутак) „буђење” је могуће, али тек уз примену јаких дражи. Спациотемпорална оријентација не постоји, али аутопсихичка и алопсихичка евентуално може бити очувана. На питање одговара мимиком или гестовима, а ређе речима. Активност свих менталних функција је минимална. За цели период измењеног стања свести може постојати делимична или потпуна аамнезија. Код сопорног болесника (као и код омамљеног и сомолентног) властити мишићни рефлекси, реакција зенице на светлост, као и корнеални рефлекс су очувани. Могуће је повремено запазити појаву моторног немира. Болесник се после буђења у претходно стање враћа непосредно по престанку деловања дражи.

#### Прекома
Прекома се карактерише не одазивањем пацијента на гласан позив. На штипање или убод иглом овај реагује бесциљним, али у основи одбрамбеним, покретима удова или главе. Дубоки мишићни рефлекси су угашени, али је корнеални рефлекс очуван. У даљем току ово стање може да има тенденцију преласка у кому.

#### Кома
Кома је најтежи облик квантитативно поремећене свести. Кома је стање потпуног одсуства свести, а тиме и активности свих осталих психичких функција. Пацијент уопште не реагује на ноцицептивне (болне) дражи, не изазива се рефлекс зеница на светлост и акомодацију, угушени су и моторички, као и рефлекси гутања и кашља. Очувани су само аутоматски вегетативни процеси, попут дисања. Контакт са особом се не може успоставити. На изузетно болне дражи се може уочити рефлексно повлачење угроженог дела тела, али буђења нема. Иако је описана типична клиничка слика коме, иста може варирати зависно од узрока (етиологије). Тако, у случају интоксикација, најчешће таблетама за смирење или спавање, нема никаквих реакција болесника на подражаје из спољног света, сви су рефлекси угашени, недостају пирамидални знаци попут Бабинског (дражење стопала доводи до позитивног Бабинског знака, односно до тоничке дорзалне флексије палца, уз врло често истовремено лепезасто ширење осталих ножних прстију). Међутим кому изазвану укљештењем међумозга у отвору тенторијума (тумори, повреде, крварења, едам можданог ткива) прате угашени рефлекси зеница на светлост, повишени тетивни рефлекси, уз знакове пирамидалног (позитивни Бабински рефлекс). Поред тога, дисање је продубљено и неправилно, може због западања језика бити и кркљаво, а коматозна особа на додире или болне дражи реагује аутоматизмима испружања екстремитета. Електроенцефалограм (ЕЕГ) показује тешке дифузне промене, често без фокалних налаза. Булбарно укљештење даје сличну клиничку слику као при јаком акутном тровању средствима за спавање. Терминални стадијум коме, када се готово угасе све физиолошке функције организма, назива се карус. Ово је предворје и наговештај скоре смрти. У клиничкој пракси неуролози и неурохирурзи често су у стању да оцене ниво лезије коматозног болесника већ самим клиничким прегледом, а ово је још једноставније применом савремене неуро-имиџинг дијагностике (компјутеризована томографија и магнетна резонанца мозга). Такође за оцену квантитативне динамике промене стања свести користи се често и скала коме која се састоји од процене и бодовања отварања очију, моторичких реакција и говорних функција пацијената. Сматра се да болесници са осам и више бодова на овој скали нису примарно витално угрожени, што има велики прогностички значај, нарочито код траума и интоксикација, али и неких других стања у неурологији, неурохирургији и интерној медицини.

### Квалитативни поремећаји свести
У квалитативним поремећајима, свест је присутна, али неадекватно функционална. Остале менталне функције функционишу у складу са променом, тако да је целокупно понашање личности неуобичајено. Због погрешних интерпретација збивања у окружењу, могући су аутоагресивни и хетероагресивни поступци. Најзначајнији облици квалитативног поремећаја свести су:

#### Дезоријентација
Представља основни облик квалитативног поремећаја свести. Карактерише је неспособност оријентације. Особа се не сналази у простору (спацијална оријентација), не препознаје људе око себе (алопсихичке дезоријентације), губитак додира с временом у коме се налази (темпорална оријентација). Није у стању да да податке о себи (аутопсихичке дезоријентације). Болесник често делује збуњено, уплашено, несигурно, стално за нечим трага, повишена је сугестибилност с повременим јављањем чулних обмана. Такође дезоријентацију или конфузно стање може карактерисати и јављање несистематизованих, флуидних и пролазних идеја однаса. Етиологија поремећаја је у токсикоинфектиним оштећењима централног нервног система, после траума, код артериосклеротичних јаче измењених крвних судова мозга, метаболичких дисбаланса и других оштећења можданог ткива. Дезоријентација може бити такође изазвана и стресним ситуацијама.

#### Кома вигиле
Кома вигиле позната је и као апалички синдром. јавља се након дуге коме проузроковане краниоцеребралном траумом или неком болешћу мозга. Болесник лежи непомично у кревету и на први поглед изгледа да је будан. Повремено се запажају координисани покрети очију, а трептање очним капцима је сасвим нормално. Такође постоји очуван ритам сна и будности. Могуће је изазвати рефлекс сисања и пућења. Међутим контакт са болесником је практично немогућ (он се не одазива на позив, а на болне дражи реагује несврсисходним покретима). Све ово је праћено и вегетативном дисрегулацијом (колебање крвног притиска, појачано знојење, контрактура мишића). Временом се развија свеопшти маразам (неухрањеност), а после извесног периода времена, који се мери недељама, месецима, па чак и годинама, по правилу наступа смрт.

#### Деперсонализација
Деперсонализација подразумева запажање (непостојећих) промена субјекта у детаљима или глобално. Сопствено "ја" и сопствени психички садржај се доживљавају као измењени, туђи. Болесник има утисак да је изгубио идентитет, да је другачији. Доживљај измене је делимичан (поједини сегменти тела, личности) или потпун. Појам садржи соматске (десоматизација), само психолошке (дезанимација) или и једне и друге "промене" истовремено. У оквиру таквог поремећаја, особа често стоји испред огледала и проверава своје утиске феномен огледала. Екстремни облик поремећаја је трансформација личности, у оквиру које, болесник у потпуности занемарује претходни, а усваја нови идентитет. У том случају пацијент себе доживљава као другу особу или чак као животињу. Појава се често јавља у оквиру схизофреније, али се може видети и код неуротика, када представља одговор (одбрану) од јаког стреса. Јављање оваквог стања код особа у пубертету не мора да има патолошки карактер.

#### Удвајање (цепање) личности
Удвајање (цепање) личности се исказује као веома озбиљно измењен доживљај сопственог "ја". Понекад се виђа у оквиру клиничке слике схизофреније (сопствено ја се доживљава удвојено). У ширем смислу, цепање личности је део феномена деперсонализације.

#### Дереализација
Дереализација представља стање у коме пацијент има измењени субјективни доживљај о објективном окружењу. Дереализација обухвата измењени доживљај простора, предмета (спацијална оријентација), особа у простору (алопсихичка оријентација) и времена (темпорална оријентација). Ако се ради о особама из окружења, дереализација може обухватити и измењење њихових осећања и односа према субјекту. Овакве околности могу бити подлога за формирање суманутих идеја односа, прогањања и интерпретативних суманутих идеја.

#### Делиријум
Делиријум или делирантно стање се карактерише потпуном дезоријентацијом субјекта (субјекат се не сналази у простору и времену, не препознаје особе у свом окружењу, а понекад долази и до сопственог цепања личности). Због неадекватног доживљавања окружења, претећих халуцинација или илузија и сумрачних садржаја мишљења настају страх немир и психомоторно узбуђење, праћено вегетативним испољавањима (знојење, дрхтање и сл.). Могуће је деструктивно понашање, праћено суицидалним или хомицидалним активностима, условљено јаким осећањем страха. Делирантно стање обично настаје нагло, траје кратко, а најдуже три до четири недеља. За тај период постоји потпуна или делимична амнезија. Делирантно стање се најчешће јавља код хроничних алкохоличара, затим код фебрилних стања (нарочито код деце), пацијената са артериосклерозом мозга, као и код процеса у међумозгу, попут тумора, трауматских оштећења и сл. У неким случајевима је веома тешко доћи до узрока делирантног стања, па се пацијент мора брижљиво клинички опсервирати и подврћи разним допунским дијагностичким методама прегледа.

#### Аменција
Аменцију карактерише исправно препознавање појединости, док се способност њиховог међусобног повезивања у целину изостаје. Особа је у стању да исправно опажа поједине делове ситуације у којој се налази, али краузално повезивање тих односа у целину изостаје. Због неадекватног доживљавања окружења, пратећих аутопсихичких и алопсихичких сметњи, као и сметње функције мишљења, особа изгледа збуњено, уплашено, прати је немир и психомоторна узбуђеност. Понашање иде од неупадљивог, све до хиперактивног. Аменција може бити аутохтони феномен или се развија у вези са делиријумом. Аменцију карактерише органски условљена етиологија. Поремећај може трајати недељама или месецима, а за тај период постоји делимична амнезија.

#### Сумрачно стање
Сумрачно стање карактерише очување предметне свести, док свесност о сопственом "ја" недостаје. Због сужења свести пацијент није у стању да сагледа своју личност, особе у свом окружењу, простор у коме се налази поступке у времену трајања поремећаја. Стање нагло настаје и престаје, најчешће траје неколико минута, ређе данима, а изузетно ретко траје месецима. Поред дезоријентације, стање карактерише и непотпуна или потпуна амнезија. Унутрашња повезаност психичких функција је очувана и већа је него код делиријума. Разликујемо две врсте сумрачних стања.
- Код оријентисаних болесника, који су неупадљиви за околину (болесник путује, разговара, може да обавља различите простије послове, склапа познанства, упушта се у социјалне интеракције, с непотпуним увидом о свом понашању) код недовољно упућених особа.
- Код дезоријентисаних пацијената испољавање сумрачног стања је неупоредиво препознатљивије за околину. Наиме, због застрашујућих халуцинација и илузија болесник доживљава узнемиреност, страх и склон је агресивном понашању (које се доживљава као одговор на претње које долазе из окружења) када постаје опасан по себе и околину.[1][7][21]

##### Сумрачно стање и кривично право
У случају патолошког пијанства (патолошка напитост) којег карактерише обиље перцептивних обмана и изражено афективно реаговање, је форензички изразито интересантно. Ова неуобичајена реакција на минималне дозе алкохола која се код просечне особе никад не виђа, може да услови деструктивно понашање којим се потенцијално угрожава туђи живот. Бележени су и случајеви хомоцида у оваквом измењеном стању свести. За први пут учињено кривично дело у стању патолошког пијанства, учинилац се сматра неурачунљивим, па стога је кривично неодговоран. Он се од стране суда упозорава да никада, ни под којим околностима, не сме узимати алкохол (обавезује се на потпуну апстиненцију). Уколико се због истог разлога пацијент поново нађе оптуженичкој клупи, тада се он терети кривично одговорним, јер је био дужан и могао је предвидети да је у таквом стању способан да повреди неког.

##### Органски условљена сумрачна стања
Органски условљена сумрачна стања су најчешће само један од аспеката различитих органских оштећења. Органска оштећења које карактерише сумрачно стање:
- Епилепсија
- Епилептоидни поремећај личности
- Физичке повреде мозга
- Токсична оштећења мозга[1]

##### Функционално условљена сумрачна стања
Функционално условљена сумрачна стања (сужење свести) су повезана са:
- Снажним емоционалним стањима (страх, гнев) или патолошким афектом.
- хистеричним стањима
- месечарење (Сомнамбулизам)
- Хипнозом
- Фугама
- Стањима буновности (последица јачег умора, наглог прекида спавања, интоксикације алкохолом, узбуђење итд.)[1]

## Психопатологија свести и кривично право
Квалитативни поремећаји свести су стања озбиљне измене менталног функционисања, пре свега у смислу погрешних, некад застрашујућих утисака о реалности и схватања узрочности појава. Психопатолошко доживљавање "угрожавајуће" реалности може да буде основа за неадекватни, "самоодбрамбени", хетероагресивни акт субјекта.
Са форензичко-психијатријског аспекта, поремећаји свести се сврставају у стања привремене душевне поремећености. Способност учиниоца кривичног дела да схвати значај свог дела и да управља својим поступцима се утврђује зависно од облика и дубине поремећаја.
Параметри процене подразумевају:
- Свеобухватну анализу околности догађаја;
- Степен сужења свести;
- Специфичност афективног стања починиоца и његовог психичког односа према делу, посебно када се ради о стању сужења свести.

У осталим околностима, када је јасноћа поремећаја [свест]и и самог односа према делу евидентна, урачунљивост се сматра битно смањеном или потпуно искљученом.

## Психопатологија свести и грађанско право
У грађанско правном поступку, особама код којих је утврђен поремећај свести, пословна способност се ускраћује.